# Unique Device Identification
Unique Device Identification (UDI, deutsch Produktidentifizierungsnummer) ist ein weltweites System für eine einheitliche Produktkennzeichnung für Medizinprodukte.
Es wurde in den USA entwickelt. Per UDI soll maschinenlesbare Kennzeichen (beispielsweise Barcode) als auch Klarschrift auf dem Produkt aufgebracht werden. UDI dient als Schlüssel zu einer UDI-Datenbank (Unique Device Identification Database; UDID), die eine Vielzahl von Informationen zu den Produkten enthalten wird.

## Beschreibung
Das UDI-System geht auf einen Auftrag der US-amerikanischen Food and Drug Administration (FDA) zur Verbesserung der Patientensicherheit zurück und soll die Produktrückrufe vereinfachen und die Marktüberwachung optimieren. Das amerikanische System ist mit der "Global Unique Device Identification Database (GUDID)" verbunden. Die frühere internationale Initiative zur Harmonisierung regulatorischer Anforderungen an Medizinprodukte, GHTF (Global Harmonisation Task Force) hat im September 2011 erstmals eine Leitlinie zur Umsetzung von UDI veröffentlicht. Als Nachfolgeorganisation ist seit 2011 das Internationale Forum der Aufsichtsbehörden für Medizinprodukte („International Medical Device Regulators Forum“ – IMDRF) hierzu tätig. Die Generaldirektion Gesundheit und Verbraucher der Europäischen Union ist Mitglied des IMDRF Management Committee.
Auch in Europa wird ein UDI-System verpflichtend eingeführt und in der neuen Verordnung (EU) 2017/745 über Medizinprodukte (Medical Device Regulation – MDR) geregelt. Alle Medizinprodukte gehören zum Geltungsbereich von UDI, wenn diese unter die Definition von Medizinprodukten der IMDRF (International Medical Device Regulators Forum) fallen.
Am 5. Mai 2017 wurde im Amtsblatt der EU die Verordnung (EU) 2017/745 vom 5. April 2017 über Medizinprodukte (MDR) veröffentlicht (siehe Richtlinie 93/42/EWG über Medizinprodukte). Am 25. Mai 2017 trat die Verordnung in Kraft. 2021 endet die auf vier Jahre verlängerte Übergangsfrist.

## UDI-System
Das UDI-System soll zu einer Erhöhung der Patientensicherheit führen und ermöglicht die Erfassung von patientenbezogenen Materialverbräuchen und damit auch der Prozessoptimierung im Gesundheitswesen (z. B. könnten in Zukunft die Daten in die elektronische Gesundheitsakte einfließen). Zudem unterstützt es die Ermittlung bei Produktrückrufen und bei Meldungen zu unerwünschten Ereignissen durch qualifizierte und umfassende Informationen.
| UDI (Produktdaten) | UDI Carrier (Datenträger) | UDID (Datenbank) |
| --- | --- | --- |
| Device Identifier (DI) (Produktkennung) (statische Daten), Beispiel: ISO-basierter Code zur Artikelidentifikation                     | Automatic Identification and Data Capture (AIDC) (automatische Identifikation und Datenerfassung) (maschinenlesbar) Beispiel: Linearer Barcode (1D) oder 2D-Code nach ISO-Standard | Datenbank mit statischen Daten zu Produkten Beispiele: Handelsname, Abmessungen, Lagerklasse und Verpackungshierarchie (Gebindeformen)                           |
| Production Identifier (PI) (Herstellungskennung) (dynamische Daten), Beispiele: Losnummer (Chargennummer), Seriennummer, Verfalldatum | Human Readable Interpretation (HRI) (Klarschrift) | Zugang über Unique Device Identification (UDI) |
| Die Produktidentifizierung ist auf Basis international anerkannter ISO-basierter Standards (z. B. GTIN) vorzunehmen                   | Die Produktkennzeichnung ist auf Basis international anerkannter ISO-basierter Standards (z. B. Code 128 -- ISO/IEC 15417, Data Matrix -- ISO/IEC 16022) vorzunehmen.              | Für den Datenaustausch zwischen Organisationen im Gesundheitswesen und deren Computersystemen wird der internationale Standard HL7 (Health Level Seven) genutzt. |

## Datenträger und Datenstrukturen
Das UDI-System benutzt Codes wie den Code128 oder den DataMatrix-Code. Die Codes sind reine Datenträger, die proprietäre Daten oder ISO-strukturierte Daten aufnehmen können. ISO-strukturierte Daten bauen auf einer Normenhierarchie auf. Dies beginnt mit den Issuing-Agencies die gemäß ISO/IEC 15459-2 registriert sind. Die eigentliche Datenstruktur ist in der ISO/IEC 15418 (Referenz auf ANS MH10.8.2) definiert. Es gibt zwei konkurrierende Datenstrukturen in der ISO/IEC 15418. Die eine wird nach ISO/IEC 15434 als Format-05 gekennzeichnet und die andere als Format-06. Format-05 benutzt Application Identifier und Format-06 benutzt Data Identifier.
UDI lässt nach den Vorgaben der FDA mehrere Issuing-Agencies zu. GS1 ist eine von drei Issuing-Agencies und ist in diesem Kontext ein Sonderfall. Die von GS1 benutzte Format-05-Struktur wird durch das Sonderzeichen „FNC1“ an erster Stelle im Code kenntlich gemacht (aus praktischen Gründen, weil es weniger Platz im Code benötigt). Wenn dies geschieht, spricht man bei dem Code128 von einem GS1-128 und bei einem DataMatrix von einem GS1-DataMatrix. Es entsteht scheinbar ein neuer Datenträgertyp. Tatsächlich ist dies natürlich nicht der Fall. In den entsprechenden ISO-Normen ISO/IEC 15417 wie auch ISO/IEC 16022 existieren die Begriffe GS1-128 wie auch GS1-DataMatrix logischer- und sinnvollerweise nicht. Zur prägnanten, begrifflichen Vereinfachung ist die Abkürzung GS1-DataMatrix für „Data Matrix Code mit ISO-strukturierten Format-05-Daten“ praktisch. Für das Verständnis der dahinterstehenden Hierarchien ist es kontraproduktiv.
Kritisch ist, dass GS1 sich mit dieser Namensgebung einen Vorteil gegenüber anderen Issuing-Agencies verschafft, was sich letztlich in Marktanteilen widerspiegelt.
GTIN steht für Global Trade Item Number. Es handelt sich dabei um eine Artikelnummer unter der Kontrolle der Ausgabeorganisation GS1. Es ist eine von vielen Möglichkeiten eine weltweit eindeutige Artikelnummer unter der ISO-Hierarchie zu erhalten. Die ISO-Hierarchie sorgt im Übrigen dafür, dass jede Artikelnummer einer beliebigen Issuing-Agency sich von den Artikelnummern anderer Issuing-Agencies jederzeit eindeutig unterscheiden lässt. Eine gemischte bzw. parallele Anwendung der Artikelnummern verschiedener Issuing-Agencies ist daher problemlos möglich.
Die Anwendung der allgemein gehaltenen ISO-Hierarchie zur Produktkennzeichnung ist in der ISO 28219 zu finden. Das verpackte Produkt wird nach ISO 22742 gekennzeichnet.
So wie die Pharmacy Product Number für Arzneimittel ist das Pendant für Medizinprodukte die Unique Device Identification.

## Vergabestellen für UDI in der EU
Seit Juli 2022 hat die EU vier UDI-DI-Vergabestellen anerkannt: die GS1 AISBL; das Health Industry Business Communications Council (HIBCC); die ICCBBA und die Informationsstelle für Arzneispezialitäten (IFA GmbH).